# Mailly-la-Ville
Mailly-la-Ville é uma comuna francesa na região administrativa de Borgonha-Franco-Condado, no departamento de Yonne. Estende-se por uma área de 23,54 km². Em 2010 a comuna tinha 511 habitantes (densidade: 21,7 hab./km²).